# Château La Rolière
Le château La Rolière est un domaine viticole historique de la vallée du Rhône, situé à Livron, dans la Drôme, producteur de côtes-du-rhône avec la mention d'origine Brézème.

## Historique
Situé sur la rive gauche du Rhône, le château a été construit en 1572 par Lancelin de La Rolière, et son vignoble planté en 1824 par Armand Blanc-Montbrun, un agronome. Vers 1830, il vendait son moût à des négociants de Saint-Péray qui élaboraient vins mousseux. L'agronome décéda en 1849, laissant à ses héritiers un « beau vignoble clos de murs », et le « vieux manoir historique ». 
En 1860. dans la Drôme, parut une brochure concernant le Clos de la Rolière, situé sur la Côte du Rhône. Un de ses vins présenté à Paris, au cours de l'Exposition universelle de 1855, sous le nom de xérès français avait été récompensé et obtenu une médaille. Mais le diplôme signé de la main de Louis-Napoléon Bonaparte spécifiait qu'il s'agissait d'un vin blanc sec des Côtes du Rhône. 
Le vignoble replanté en totalité en 1975 dans les huit hectares du clos, est devenu la propriété de la famille Marchal un an plus tard. Les onze enfants de cette famille et leurs descendants en sont toujours propriétaires.

## Production
À partir de six hectares de syrah et de deux hectares de marsanne, roussanne et viognier, le château produit sept cuvées différentes. Trois en rouge, uniquement à base de syrah dont la Cuvée Maurice Marchal et la Cuvée Onze de Cœur vieillies en fût de chêne, deux en blanc, dont l'une assemble roussanne et marsanne et l'autre est à 100 % viognier, et enfin un rosé.